# Helga Jonsson
Helga Jonsson, svensk fotograf och gallerist. Född i juni 1980 och dotter till författaren Marita Jonsson och arkitekten Jon Jonsson. 2005 öppnade hon ett fotogalleri med café i en gammal fabrikslokal vid Almedalen i Visby där många kända namn har ställt ut sina fotografier.
Idag drivs galleriet av Gotlands Fotografiska Forum (GFF) som är en ideell förening. Helga är dock fortfarande i högsta grad involverad i verksamheten.
Bland de fotografer som har ställt ut på galleriet kan nämnas: Karl Melander, Bruno Ehrs, Katarina Grip Höök, Björn Keller, Pawel Bownik och Christer Järeslätt.

## Egna utställningar
- Körsbärsgården (2005)
- Fotogalleriet (2005)